# Chèvre d'or
Pour l'écrivain du Moyen Âge, voir Simon Chèvre d'Or.

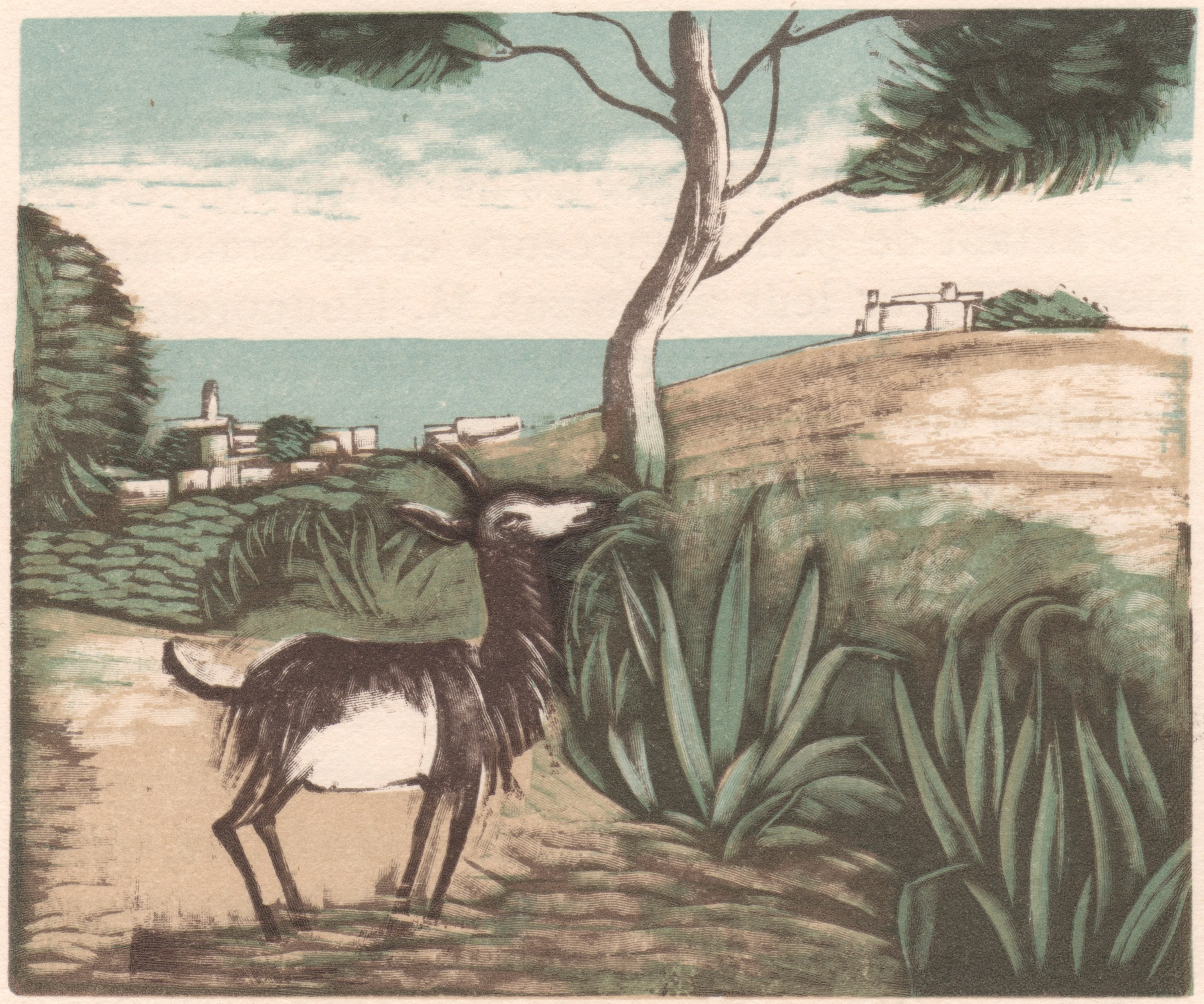
La Chèvre d'or, illustration de La chèvre d'or de Paul Arène.

La chèvre d’or est un animal fabuleux qui possède un pelage, des cornes et sabots d’or. Gardienne de trésors légendaires, son mythe est lié à l’occupation sarrasine, partielle ou temporaire, de la Provence au cours du haut Moyen Âge.

## Les Maures en Provence
Les raids sarrasins en Provence se sont étalés de 730 à 973. Ils commencèrent avant la bataille de Poitiers pour se poursuivre ensuite à intervalles plus ou moins réguliers. Confondant ces événements avec ceux qui se déroulèrent deux ans plus tard, Rodrigue de Tolède, dans son « Histoire des Arabes », en donne une version toute personnelle « L’an des Arabes CXIV, ‘Abd el-Rhamân al-Rhâfiqi jaloux d’obtenir la palme de la victoire, voyant sa terre couverte d’une nombreuse population, passe les détroits, franchit les montagnes et pénètre dans le Rhône. Son armée innombrable ayant assiégé Arles, les Francs eurent petite fortune. Mis en fuite par la poursuite des vainqueurs, le Rhône engloutit leurs cadavres qu’il laissa à découvert sur ses rives. Leurs tombeaux se voient encore aujourd’hui dans le cimetière d’Arles ».
En 735, une partie des vaincus de Poitiers rejoignit la vallée du Rhône. Dans l’année qui suivit, les troupes de Charles Martel firent une expédition punitive sur Aix, Marseille et Arles. Puis en 737, après avoir pris Avignon et égorgé une partie de sa population, les Francs entrèrent en Septimanie. Ils battirent par deux fois les Sarrasins, à Montfrin et sur le plateau de Signargues, près de Rochefort-du-Gard. Nîmes subit un sort pire qu’Avignon, les chroniqueurs parlent de têtes coupées, amoncelées en pyramide dans les Arênes. Puis, les Barbares venus du Nord pillèrent et désolèrent tout le pays. À l’appel du patrice Mauronte, horrifié par les exactions des Francs, les Sarrasins revinrent en alliés à Avignon et Marseille. Pépin, le fils de Charles Martel, et Liutprand, roi des Lombards, s’allièrent pour les vaincre. Les deux cités provençales furent prises d’assaut. Des seigneurs francs reçurent en fief des cités stratégiques en Provence afin d’empêcher tout retour des Sarrasins. 

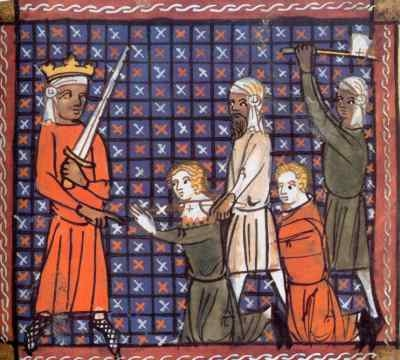
Prisonniers chrétiens exécutés par les Sarrasins.

Ce qui ne les empêche point de revenir en Provence en 760, puis en 787 dans les Dentelles de Montmirail où ils pillèrent Prébayon. Leur pression fut à nouveau si forte en Septimanie que Charlemagne chargea son cousin Guillaume, comte de Toulouse, de les faire refluer. Les deux armées se combattirent de 793 à 795. Guillaume libéra Orange, ce qui lui valut le titre de Prince de cette cité et défit les Sarrasins du côté de Narbonne. Ayant fait de la Corse leur repaire, ils revinrent pourtant sur les côtes provençales en 813 afin de se fournir en esclaves. Puis on les retrouve assiégeant Marseille en 838. Entre 844 et 850, ils remontèrent la vallée de l’Ouvèze où ils pillèrent Vaison puis redescendirent vers Arles qu’ils assiégèrent. Ils furent à nouveau en basse Provence en 869 pour s’en prendre encore à Marseille et à Arles.
L’année 886 marqua un tournant dans leur stratégie. Venus d’Alicante, ils s’installèrent à demeure au Fraxinet et de là vont essaimer dans toutes les Alpes. Un de leurs raids les plus meurtriers eut lieu en haute Provence et dans le pays d'Apt en 896. Pendant près d’un siècle ils vécurent sur le pays qu’ils pillèrent et rançonnèrent. Dans la nuit du 21 au 22 juillet 973, ils firent prisonnier l’abbé Mayeul de Cluny près d’Orsières en Valais. Celui-ci avait sa famille paternelle originaire de haute Provence. La réaction fut immédiate. En septembre, Guillaume et Roubaud, fils du comte Boson II, rallièrent toute la noblesse provençale et assiégèrent le Fraxinet et Ramatuelle qui tombèrent en deux semaines. Les Sarrasins délaissèrent dès lors la Provence.  

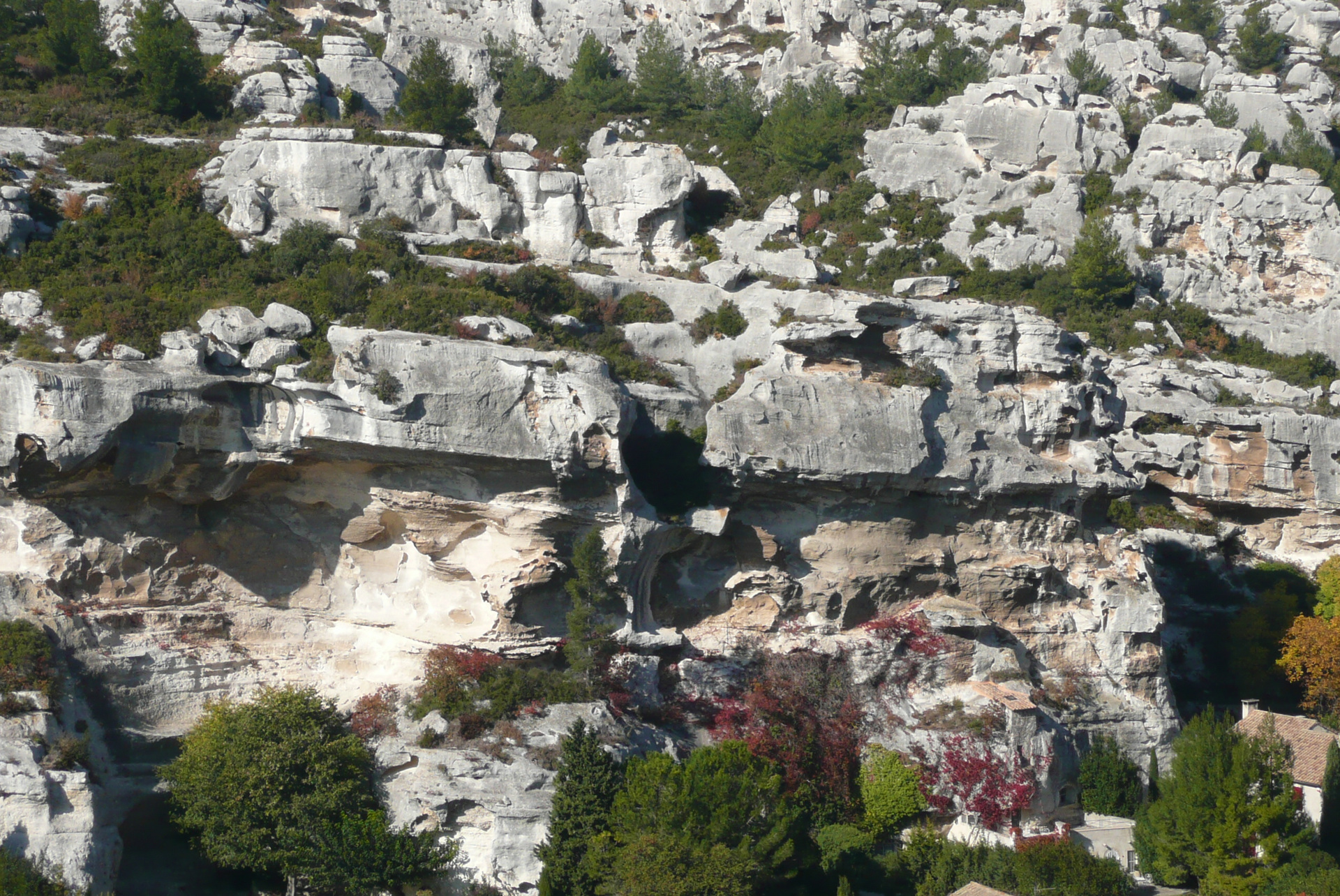
Les grottes du Val d'enfer aux Baux-de-Provence.

Mais l'accumulation de leurs pillages avait marqué la mémoire collective. Tout n’est pas parti en Espagne.  On commença à murmurer qu’une partie de leur trésor était resté au Val d’Enfer. « Chargé d’un immense butin, Abdéraman voulut  cacher en un lieu sûr dans une des nombreuses grottes des Alpilles, le plus précieux de son trésor. Donc, au milieu de la nuit, accompagné de quelques serviteurs fidèles, il se dirigea vers une des grottes qui se trouvent dans le vallon des Baux. Là, à une profondeur jusqu’à nos jours inconnue, le chef maure, pensant revenir bientôt, cacha tout un monceau d’or et de pierreries ». Et il chargea une chèvre d’or de garder son butin.

## La chèvre gardienne de trésors
Homonymie aidant, on retrouve sa présence dans le massif de l'Esterel, proche de celui des Maures, où elle est gardienne des trésors laissés sur place par les Sarrasins du Fraxinet. Dans ce secteur de la Provence orientale la légende la rattache à la fée Estérelle. Alphonse Daudet, dans son conte Les étoiles, les évoque l’une et l’autre : « Et ta bonne amie, berger, est-ce qu’elle monte te voir quelquefois ? ça  doit être bien sûr la chèvre d’or ou cette fée Estérelle qui ne court qu’à la pointe des montagnes ».

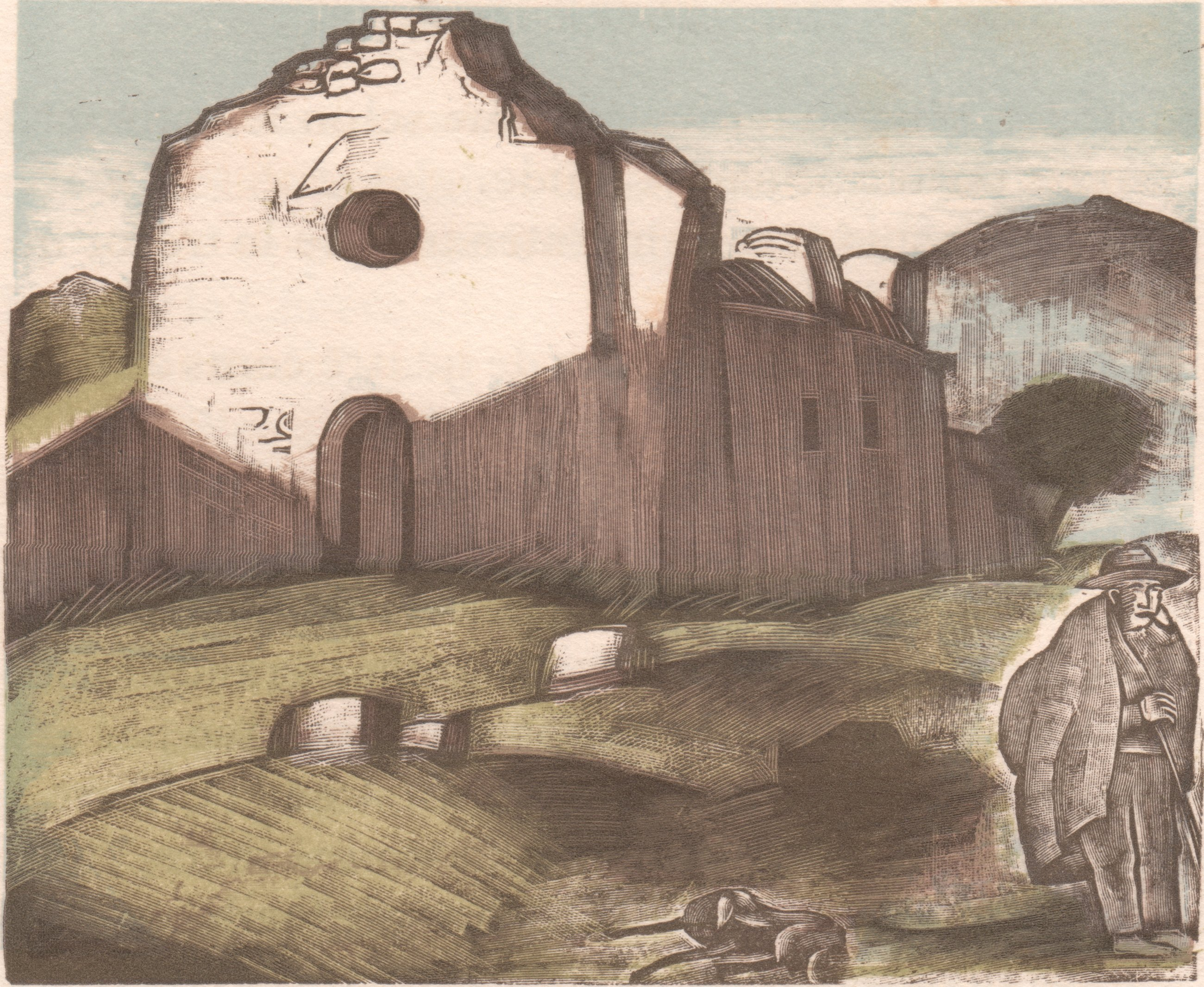
La chapelle de Puget-Maure, repaire de la Chèvre d'Or.

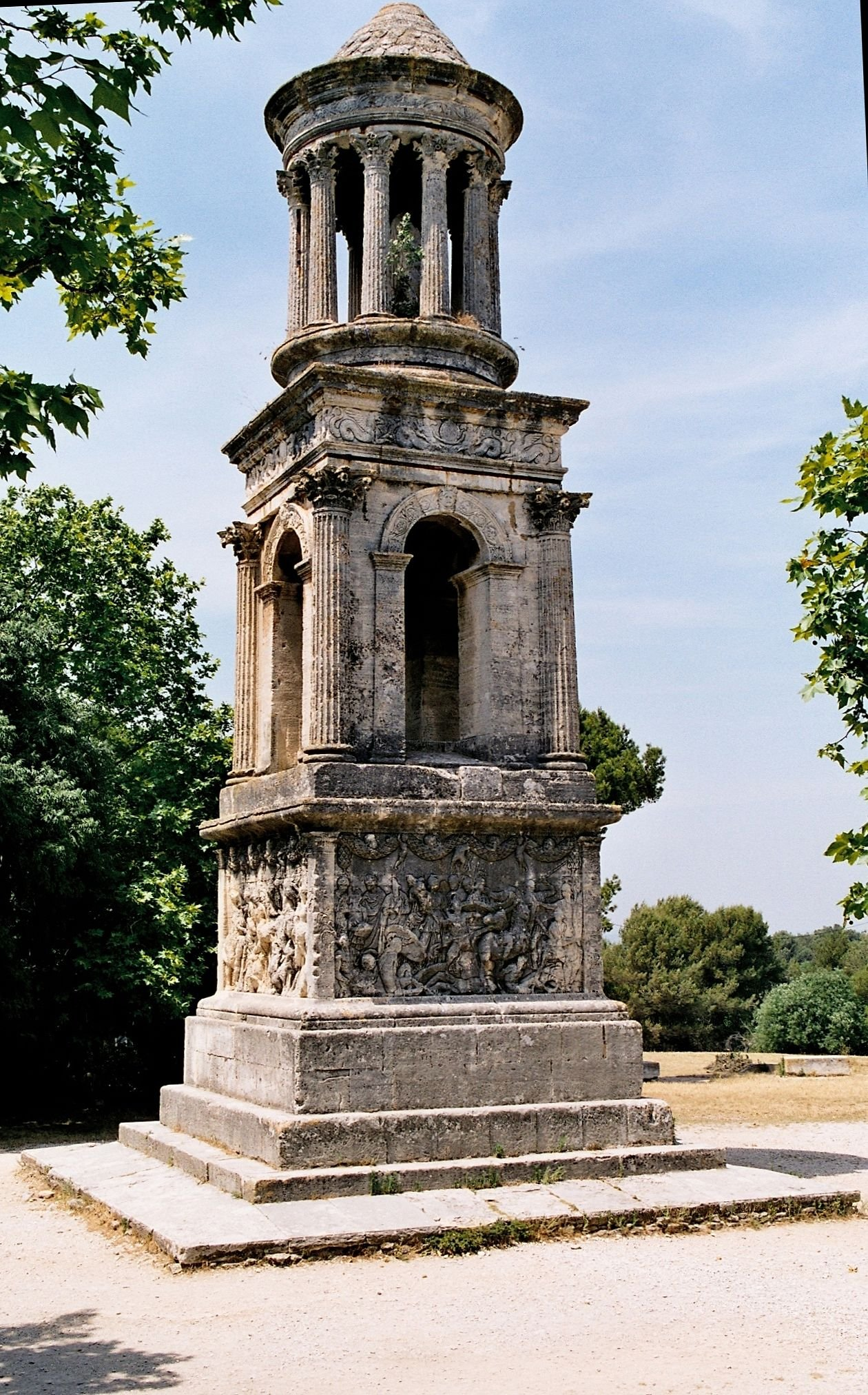
Mausolée des Antiques à Saint-Rémy.

Paul Arène qui, comme le révèle Charles Maurras, dans sa préface à La Chèvre d’or, fut coauteur des « Lettres de mon moulin » et des « Contes du lundi », situe lui aussi la Cabro d’or en Provence orientale. Elle s’est installée dans les garrigues du village de Puget-Maure, dont tous les habitants, curé compris, sont descendants des Sarrasins. Paul Arène se serait inspiré du village de Gassin pour son œuvre.
Mais la légende la situe le plus souvent dans les Alpilles. Frédéric Mistral lui fait hanter le Val d’Enfer dans Mireio. Cette vallée des Baux-de-Provence est son repaire préféré où veillant de jour et sortant de nuit, elle garde le trésor d’Abd-el-Rhamân, que les Provençaux appellent familièrement Abdelraman. Tous savent qu’il se trouve caché au pied de Baumanière où elle broute la « mousse roucassière ». Frédéric Mistral indique : « Vole la Cabro d’or, la cabro que degun de mourtau ni la pais ni la mousi. Que sous lou ro de Bau-Maniere lipo la moufo roucassiero ».
Dans les bouches du Rhône, à Lançon de Provence un oppidum porte le nom Cabredor, de l'époque de Constantin. Au sein du fort en ruine, on trouve le Puits de la Chèvre d’Or, encore mal examiné a notre époque. 
On la retrouve à Saint-Rémy-de-Provence où elle campe au sommet du mausolée des Antiques. Il est à souligner que celui-ci a pendant fort longtemps été pris pour le minaret d’une mosquée. Là aussi elle est gardienne du trésor d’Abdelraman. 
Il lui arrive de passer le Rhône et d’aller camper sur la rive droite du fleuve. Elle s’installe alors sur un oppidum, le Camp de César, situé sur la commune de Laudun. Là, elle veille sur le trésor qu’y laissa Hannibal « roi des Sarrasins d’Afrique ».
Ce même trésor lui fait aussi hanter le piémont du Ventoux.  Son antre se situe au-dessus de Malaucène, au lieu-dit « Les Aréniers », près de la source du Groseau. De gigantesques lingots d’or sont cachés derrière la Porte Saint-Jean qui ne s’ouvre que la nuit de Noël. Les audacieux peuvent s’en saisir au cours de la messe de minuit puisque la porte s’ouvre entre le début de l’Épître et la fin de l’Évangile.

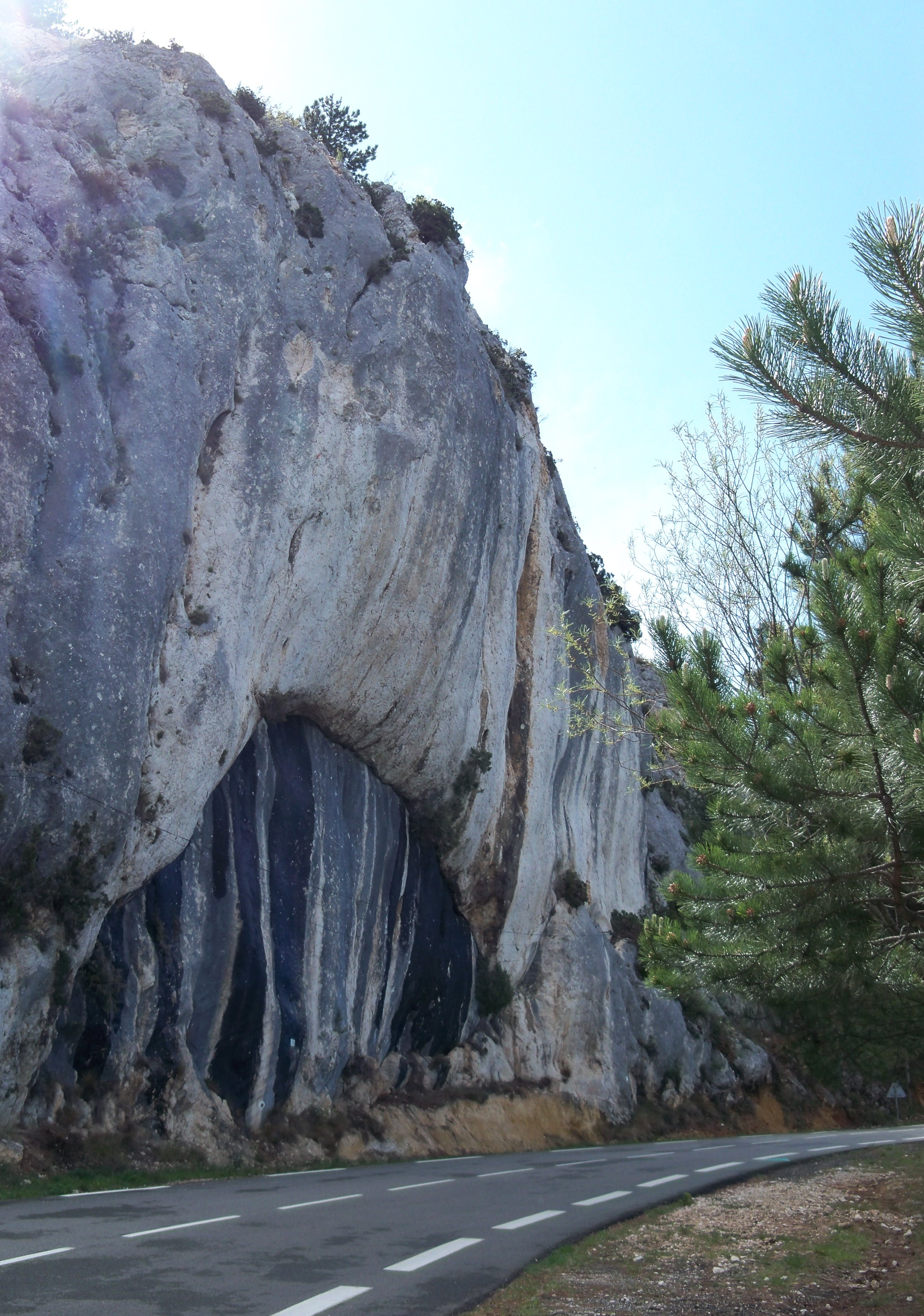
Porte Saint-Jean à Malaucène, antre de la chèvre d'or.
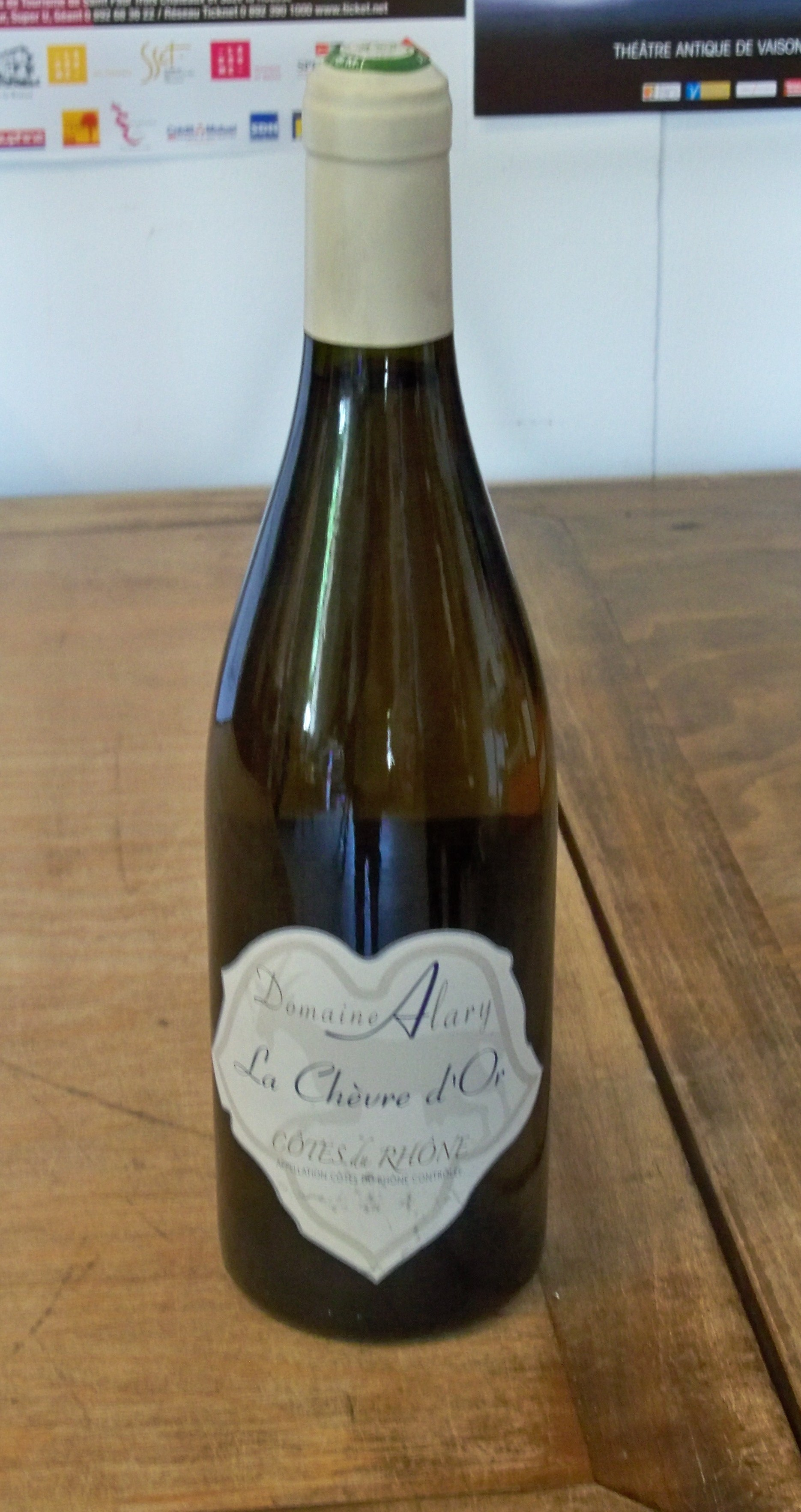
Domaine Alary Cuvée La Chèvre d'Or, AOC Cairanne blanc.
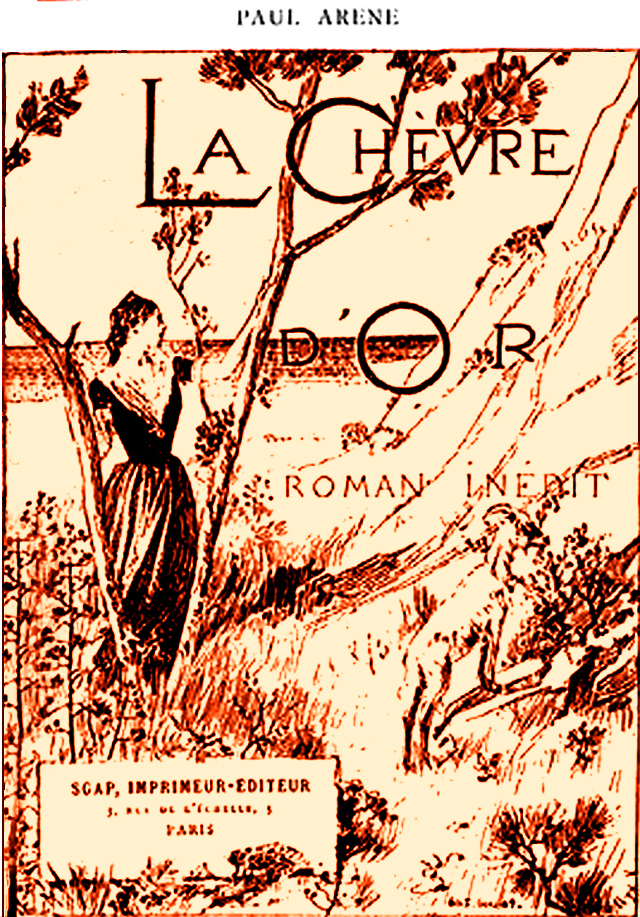
Couverture du roman La Chèvre d'Or de Paul Arène.

## Chèvre d’or et Toison d’or

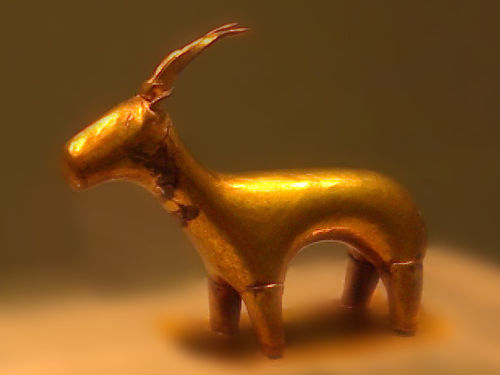
Chèvre d'or découverte à Santorin.
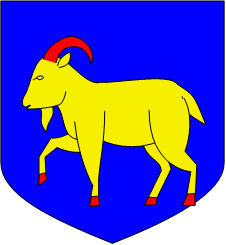
Blason de la Chèvre d'Or.
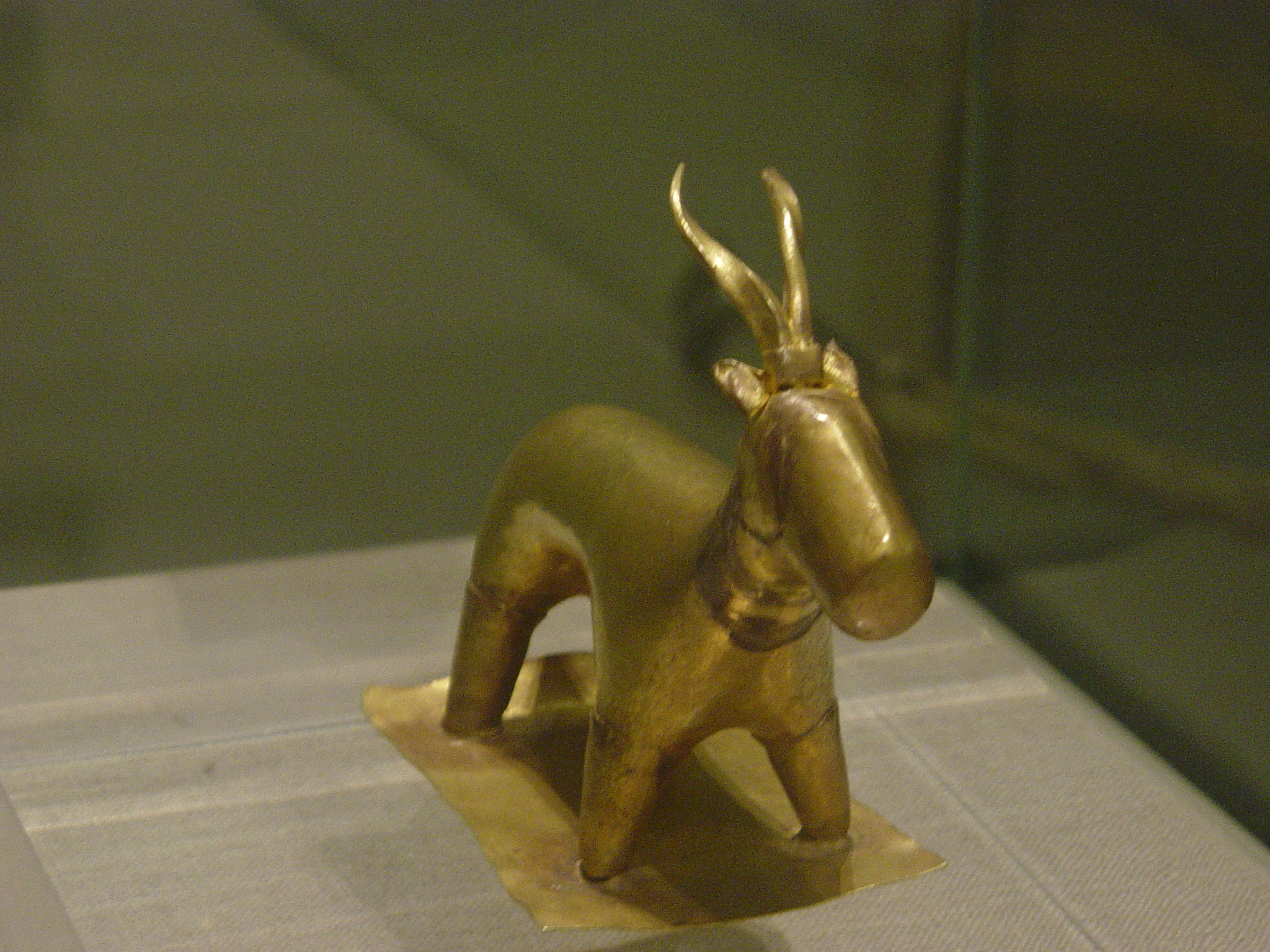
Chèvre d'or de Santorin (Cyclades).

Jason, le conquérant de la Toison d'or, passe pour être enterré au Puy-Sainte-Réparade dans la crypte de la chapelle castrale.
Un autre lien avec ce héros grec sont les colchiques qui poussent à l'automne sous le piétinement des sabots de la chèvre d'or. Ces fleurs passent pour être originaires de la Colchide où justement Jason s’en fut conquérir la Toison d’or.
Elles éclosent singulièrement le soir de l’équinoxe d’automne, alors qu’apparaît à l’horizon la constellation du Bélier « qui se lève pour saluer la Cabro qui n’est autre que la marèdre du Bélier de la Toison d’or ».
Et Jean-Paul Clébert d'avertir : « Craignez la Chèvre d’or, mais ne la fuyez pas : elle seule détient les clefs des innombrables trésors de Provence ».